# Dasyuridae
Dasyuridae су породица торбара поријеклом из Аустралија и Нове Гвинеје, које укључују 69 постојећег врста подијељених у 21 род. Већина је величином слична мишу или ровчицама, па су неки од њих добили назив торбарски мишеви или торбарске ровчице, али група укључујући и кволе величине мачке, као и тасманијског ђавола. Живе у широком спектру станишта, укључујући травњаке, подземље, шуме и планине, а неке врсте су арбореалне или семиакватичне. Dasyuridae се често називају „торбарским месоједима”, јер су већина чланова породице инсективори.